# Osteopontin
Osteopontin (OPN) (Gen: SPP1) ist ein Protein in allen höheren Säugetieren, das an der Erhaltung der Knochensubstanz und einigen Immunprozessen beteiligt ist. Es bindet Hydroxylapatit und stellt die Grundstruktur (Matrix) für Knochen, aber auch für Nierensteine.
Es wird durch ein gleichnamiges Gen kodiert, das sich im langen Arm des menschlichen Chromosoms 4q befindet. Osteopontin gehört zur Familie der sogenannten „SIBLINGs“ (small integrin binding ligand N-linked glycoprotein), mit deren Mitgliedern es genetische und biochemische Gemeinsamkeiten hat.
Osteopontin wurde als Glykoprotein im Jahre 1986 in Osteoblasten entdeckt und besteht aus etwa 300 Aminosäuren.
Die Vorsilbe Osteo deutet an, dass das Protein im Knochengewebe entsteht. Osteopontin ist als extrazelluläres Struktureiweiß ein Teil des Knochenmarks und der Knochenmatrix (siehe auch Knochen). Synonyme Bezeichnungen des Proteins sind Sialoprotein I und 44K BPP (engl. bone phosphoprotein).
Ein funktionelles Charakteristikum ist die Fähigkeit, an Integrine zu binden. Diese Eigenschaft wird durch das RGD-Motiv vermittelt.
Osteopontin entsteht in einer Vielzahl von Gewebetypen wie Osteoblasten, Osteozyten, im Innenohr, im Gehirn, in den Nieren, der Plazenta, Odontoblasten, in einigen Knochenmarkzellen, Knorpelzellen, Makrophagen, in der glatten Muskulatur und in endothelialen Zellen. Die Bildung des Osteopontin wird durch Calcitriol (1,25-Dihydroxy-vitamin-D3) stimuliert.
Osteopontin kann bei verschiedenen Krebserkrankungen wie Lungenkrebs, Brustkrebs, Darmkrebs, Magenkrebs, Eierstockkrebs, Hautkrebs und dem Pleuramesotheliom überexprimiert sein. Auch ist es an der Entstehung von Nierensteinen beteiligt.
Tumoren wachsen nicht isoliert, sie benötigen neue Blutgefäße zur Versorgung mit Sauerstoff, Nährstoffen sowie Stützgewebe. Signale, die das Tumorwachstum fördern, werden über weite Wege im gesamten Körper vermittelt. Einer der dabei beteiligten Botenstoffe ist das Protein Osteopontin. Krebspatienten mit aggressiven Tumoren haben sehr hohe Osteopontinwerte im Blutserum.
Bei der Multiplen Sklerose, insbesondere bei der schubförmigen Verlaufsform, scheint Osteopontin eine wichtige Rolle zu spielen. So wurde in Studien festgestellt, dass die Osteopontinwerte kurz vor und während eines Schubs erhöht sind. Außerdem scheint sich das Protein positiv auf die Lebenszeit von autoimmunen T-Zellen auszuwirken, die für die Erkrankung verantwortlich gemacht werden, indem es die natürliche Apoptose dieser Zellen hemmt.